# Egilwart
Egilwart est évêque de Wurtzbourg de 802 à 809.

## Biographie
Durant les courts épiscopats, les évêques Liutrit et Egilwart continuent, comme Berowelf leur prédécesseur, d'être des missionnaires auprès des Slaves. Il fait construire des églises auprès des Wendes.
Les dons que reçoit l'abbaye de Fulda montre la forte activité économique du diocèse. Les privilèges que Charlemagne accorde à l'abbaye de Neustadt am Main (de) conduisent à une plus grande autonomie du monastère.

## Liens
- Notice dans un dictionnaire ou une encyclopédie généraliste :   - Deutsche Biographie
- Notices d'autorité :   - VIAF
  - GND